# Der Gelbe Schein
Der Gelbe Schein er en tysk stumfilm fra 1918 af Victor Janson, Eugen Illés og Paul L. Stein.

## Medvirkende
- Pola Negri som Lea Raab / Lydia Pavlova
- Harry Liedtke som Demetri
- Victor Janson som Ossip Storki
- Adolf E. Licho som Stanlaus
- Werner Bernhardt som Astanow